# Melih Okutan
Melih Okutan (sinh 1 tháng 7 năm 1996) là một cầu thủ bóng đá Thổ Nhĩ Kỳ thi đấu cho Boluspor.

## Sự nghiệp câu lạc bộ
Anh ra mắt Süper Lig cho Fenerbahçe ngày 19 tháng 5 năm 2016 trong trận đấu với Sivasspor.